# Площа Шандора Петефі
Площа Шандора Петефі розташована в центрі міста Ужгорода, на лівому березі річки Уж. Названа ім'ям відомого угорського поета Шандора Петефі.

## Історія
Площа була зведена фактично на болоті, яке постійно затоплювало водами Ужа. Ще у XVII столітті будинків там не було взагалі. 
Перша письмова згадка про площу Шандора Петефі походить із 1631 року, в часи коли Ужгород носив назву Унґвар (Ungvár) і входив до складу Угорського королівства. В ті часи площа мала назву Нове місто. 
Саме тоді в урбаріальному переписі фігурує й тутешня панська корчма, навколо якої власне і розпочалося формування лівобережної частини Ужгорода. Розвивалося Нове місто повільно. Причиною цього було його розташування на низькому лівому березі Ужа, якому постійно загрожувала вода. 

Ця заболочена місцина також була зручним місцем для проведення ярмарків. Оскільки на в’їзді до Великого (нині пішохідного) мосту стояли спеціальні люди, котрі брали мито за проїзд у місто, торгувати на болоті було вигідніше. Торгівля поступово стала такою великою, що перша назва площі з’явилася сама собою – Торгова. 

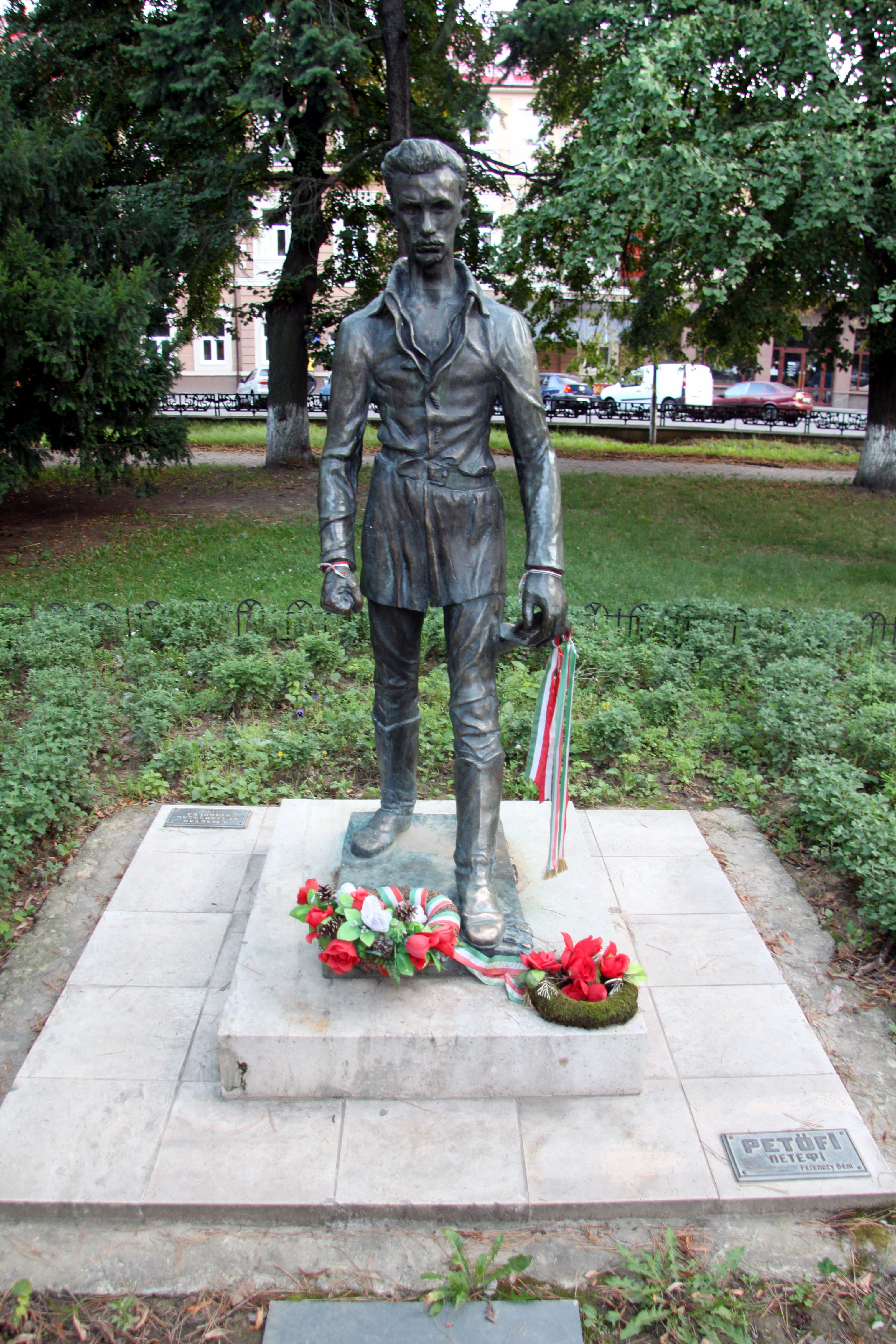
Пам'ятник Шандору Петефі, Ужгород

Друга назва – площа Орлина – поширилася у XIX столітті, коли Ужгород, а з’явилася вона все через ту ж знамениту корчму. Ще у 1780 році старе приміщення знесли, а на її місці новий власник звів постоялий двір з корчмою. Спочатку він називався “До орла”, а потім змінив назву на “Чорний орел”. Загалом, судячи з описів, площа довгий час була місцем не надто приємним: під ногами завжди був бруд, а навкруги стояв сморід від болота та тварин, якими тут таки торгували. 
У кінці XIX століття, під владою Австро-Угорщини, площі присвоїли ім’я угорського революціонера Лайоша Кошута. 
У добу коли Ужгород був столицею Підкарпатської Русі у складі Чехословаччини, площу звісно ж перейменували, й вона стала носити ім’я Томаша Масарика. Завдяки Масарику, за час перебування Закарпаття в складі Чехословаччини значно зріс рівень економічного і культурного розвитку, покращився життєвий рівень місцевого населення. За часи президентства, Масарик двічі відвідав Підкарпатську Русь. Саме в цей час площа дуже змінила вигляд, зокрема, посеред неї розбили сквер, який зберігся донині. 

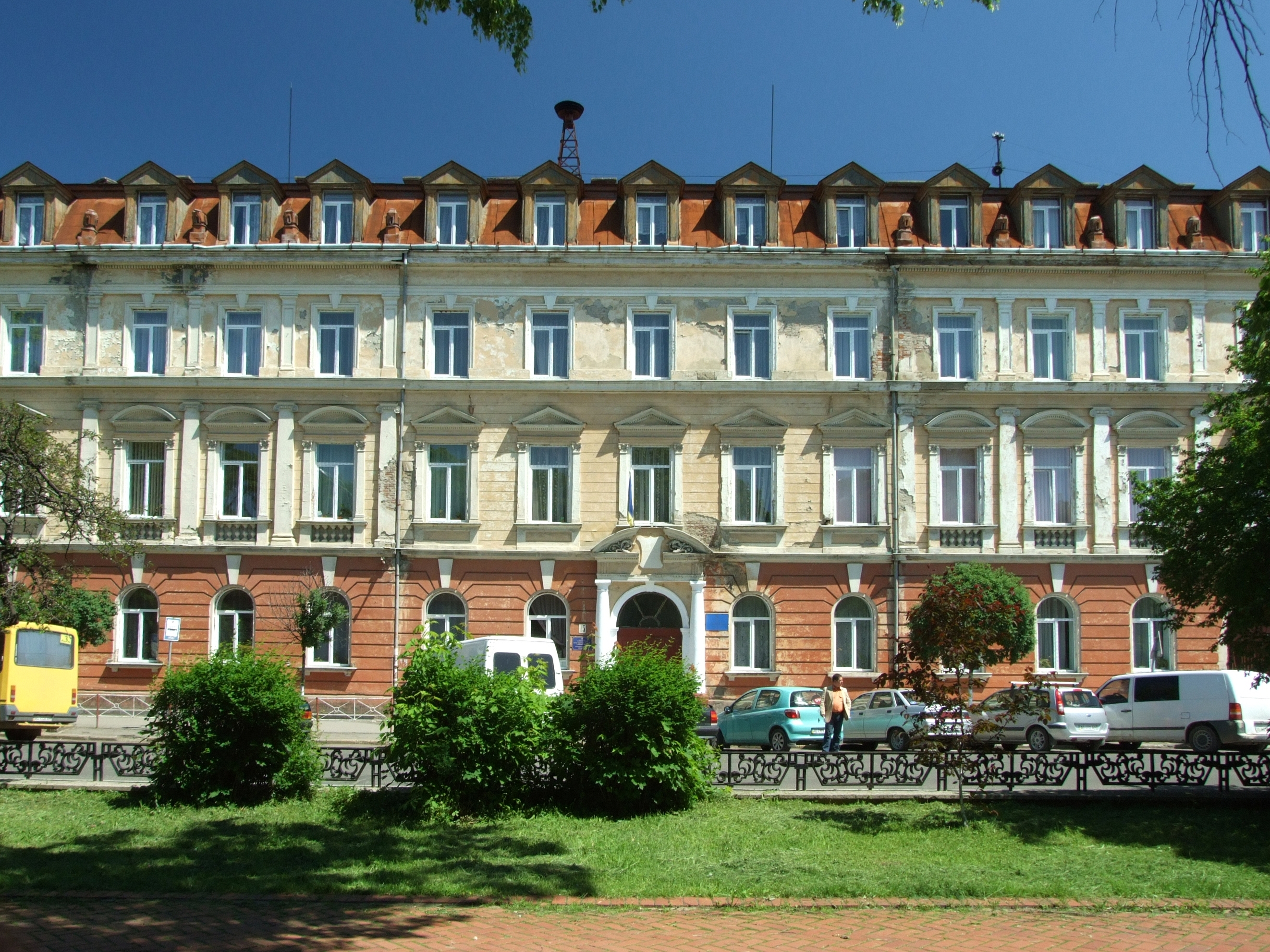
Сквер посеред площі Шандора Петефі створений за часів Чехословаччини

У радянські часи цю частину міста називали площею Сталіна (у сквері якийсь час навіть стояло погруддя Сталіна), а потім – Возз’єднання. 

Нині ж ми знаємо її, як площу Петефі. Названа в честь революціонер Шандор Петефі, який ввечері 11 липня 1847 року, зупинився на нічліг в Ужгороді. Ніч проведена в "Чорному орлі"  й враження від побаченого дали йому привід написати у своїх "Дорожніх листах" про місто над Ужем такі слова: 
“А втім, Ужгород надзвичайно погане місто. Брудне й неохайне. Якраз таке, як п' яна людина, котра впала в калюжу і тепер брудна, хитаючись, іде додому". Хоч слова всесвітньо відомого поета були дещо різкі, однак відображали в цілому дійсний стан справ. 
Сьогодні пам'ять про перебування Шандора Петефі в Ужгороді, у “Чорному орлі”, зберігає бронзовий пам'ятник поета, який стоїть у сквері, неподалік місця, де колись знаходився заїжджий двір (пам'ятник відкрито 29 вересня 1990 р., автор Бені Ференці).